# Erki Kivinukk
Erki Kivinukk, né le 6 février 1973, à Tallinn, en République socialiste soviétique d'Estonie, est un ancien joueur estonien de basket-ball. Il évolue durant sa carrière au poste d'ailier.